# Ratia
Ratia là một thành phố và là nơi đặt ủy ban đô thị (municipal committee) của quận Fatehabad thuộc bang Haryana, Ấn Độ.

## Địa lý
Ratia có vị trí 29°41′B 75°35′Đ / 29,68°B 75,58°Đ Nó có độ cao trung bình là 210 mét (688 feet).

## Nhân khẩu
Theo điều tra dân số năm 2001 của Ấn Độ, Ratia có dân số 23.821 người. Phái nam chiếm 53% tổng số dân và phái nữ chiếm 47%. Ratia có tỷ lệ 61% biết đọc biết viết, cao hơn tỷ lệ trung bình toàn quốc là 59,5%: tỷ lệ cho phái nam là 66%, và tỷ lệ cho phái nữ là 55%. Tại Ratia, 15% dân số nhỏ hơn 6 tuổi.